# Alpha och Omega
Alpha och Omega är en amerikansk animerad familjefilm från 2010. Röstskådespelarna i filmen är Justin Long, Hayden Panettiere, Dennis Hopper, Danny Glover, Chris Carmack och Christina Ricci. Det här var Dennis Hoppers sista film.

## Handling
Historien börjar i Jaspers nationalpark i Kanada. Omega-vargen Humphrey (Justin Long) och alfa-vargen Kate (Hayden Panettiere) har känt varandra länge, men när Kate skickas till alfa-skolan tvingas hon och Humphrey skiljas åt. När våren kommer tvingas den västra flockens ledare och Kates pappa Winston (Danny Glover) göra en överenskommelse med den östra flockens ledare Tony (Dennis Hopper). Winston och Tony kommer överens om att förena flockarna genom att Kate gifter sig med Tonys son Garth (Chris Carmack). Men när Humphrey och Kate förs bort till Idaho måste de ta sig hem igen innan nästa fullmåne och vargflockarna börjar slåss om dalen. På vägen tillbaka börjar Humphrey bli förälskad i Kate.

## Rollista
| Justin Long       | – Humphrey        |
| Hayden Panettiere | – Kate            |
| Dennis Hopper     | – Tony            |
| Danny Glover      | – Winston         |
| Chris Carmack     | – Garth           |
| Christina Ricci   | – Lilly           |
| Larry Miller      | – Marcel          |
| Eric Price        | – Paddy och Mooch |
| Vicki Lewis       | – Eve             |
| Kevin Sussman     | – Shakey          |
| Brian Donovan     | – Salty           |